# Дифазіаструм
Зелениця або Дифазіаструм (Diphasiastrum) — рід плауноподібних рослин родини плаунові (Lycopodiaceae).

## Опис
Це рослини з вилчасто розгалуженими пагонами та лускоподібними листками. Стробіли верхівкові, тупі, в кількості від одного до чотирьох.
Спорофіли чітко відрізняються від стеблового листя. Спори ниркоподібні з сітчастою поверхнею.

## Класифікація
У роді близько 20 видів, що поширені по всій земній кулі:
- Diphasiastrum alpinum (циркумполярний, субарктичний, альпійський)
- Diphasiastrum angustiramosum (Нова Гвінея)
- Diphasiastrum complanatum (циркумполярний) — Зелениця сплюснута
- Diphasiastrum digitatum (Східна Канада, Північні США)
- Diphasiastrum fawcettii (Ямайка, Гаїті)
- Diphasiastrum henryanum (Маркізькі острови)
- Diphasiastrum madeirense (Мадейра, Азорські острови)
- Diphasiastrum montellii (Росія; syn. D. complanatum subsp. montellii)
- Diphasiastrum multispicatum (Тайвань, Філіппіни)
- Diphasiastrum nikoense (Японія; syn. D. sitchense var. nikoense)
- Diphasiastrum platyrhizoma (Борнео, Суматра)
- Diphasiastrum sitchense (Аляска)
- Diphasiastrum thyoides (Центральна Америка та Південна Америка)
- Diphasiastrum tristachyum (циркумполярний; syn. D. complanatum subsp. chamaecyparissus)
- Diphasiastrum veitchii (від Гімалаїв до Тайваню)
- Diphasiastrum wightianum (Південно-Східна Азія, Нова Гвінея)
- Diphasiastrum yueshanense (Тайвань)

Утворює міжвидові гібриди:
- Diphasiastrum × habereri (D. digitatum × D. tristachyum)
- Diphasiastrum × issleri (D. alpinum × D. complanatum)
- Diphasiastrum × oellgaardii (D. alpinum × D. tristachyum)
- Diphasiastrum × sabinifolium (D. sitchense × D. tristachyum)
- Diphasiastrum × verecundum (D. complanatum × D. digitatum)
- Diphasiastrum × zeilleri (D. complanatum × D. tristachyum) — Зелениця Цайллера

В Україні росте 5 видів.